# Циклы Кондратьева
Циклы Кондратьева (К-циклы или К-волны) — периодические циклы сменяющихся подъёмов и спадов современной мировой экономики продолжительностью 45—60 лет, описанные в 1920-е годы Николаем Кондратьевым.
Концепция активно исследуется и развивается на протяжении всего времени существования, однако широкого консенсуса в сообществе учёных-экономистов насчёт её практической применимости не достигнуто: многие исследователи (особенно в России) широко используют кондратьевские циклы в своих исследованиях, однако значительная часть экономистов их не рассматривает или прямо отвергает существование таких циклов.

## История
В 1913 году голландский экономист Якоб Ван Гельдерен в книге «Springvloed, Beschouwingen over industriële ontwikkeling en prijsbeweging» разработал теорию волнообразного эволюционного развития при капитализме, в которой обосновал существование 50—60 летних циклов.
В 1922 году Кондратьев опубликовал наблюдение, согласно которому в долгосрочной динамике некоторых экономических индикаторов наблюдается определённая циклическая регулярность, в ходе которой на смену фазам роста соответствующих показателей приходят фазы их относительного спада с характерным периодом этих долгосрочных колебаний порядка 50 лет и в дальнейшем развил, охарактеризовал и обосновал обнаруженную закономерность. Исследования и выводы Кондратьева основывались на эмпирическом анализе большого числа экономических показателей различных стран на довольно длительных промежутках времени, охватывавших 100—150 лет, среди изученных показателей — индексы цен, государственные долговые бумаги, номинальная заработная плата, показатели внешнеторгового оборота, добыча угля, золота, производство свинца, чугуна.
Основной оппонент Кондратьева в 1920—1930-е годы Дмитрий Опарин указывал на то, что временные ряды исследованных экономических показателей, хотя и дают большие или меньшие отклонения от средней величины в ту или иную сторону в разные периоды экономической жизни, но характер этих отклонений как по отдельному показателю, так и по корреляции показателей, не позволяют выделить строгой цикличности. Прочие оппоненты указывали на отступления Кондратьева от марксизма, в частности использование им для объяснения циклов количественной теории денег, а не социальных механизмов (Лев Троцкий, например, в работе «О кривой капиталистического развития» утверждал, что периоды упадка и подъёма капиталистического хозяйства в долгосрочной перспективе обусловлены большей или меньшей напряжённостью классовой борьбы).
Основной вклад в популяризацию идей Кондратьева внёс в своих работах Йозеф Шумпетер — именно он ввёл термин «кондратьевские волны», а в 1939 году в своей книге «Деловые циклы» поддержал и развил закономерность, обнаруженную Кондратьевым, вкупе с 7—11-летними циклами производства и занятости.
В то же время историк науки Аманда Рис отмечает, что «идеи Кондратьева были энергично возрождены на Западе Эрнестом Манделем в его эссе 1964 года об экономике неокапитализма для Socialist Register».
В 1988 на английском в Cambridge University Press была опубликована монография «Phases of Economic Growth 1850—1973: Kondratieff Waves and Kuznets Swings» экономиста Соломоса Соломоу. В данном труде автор проверил гипотезу К-циклов и сделал следующий вывод: «С 1856 по 1937 год в мировой экономике имели место долгосрочные колебания — их я называю Джи-волнами, чтобы отличить фактический путь развития экономики от постулируемого волновой теорией Кондратьева. Джи-волны вели себя крайне беспорядочно и порождались факторами, не обсуждавшимися в литературе, посвящённой волнам Кондратьева».
Интерес к исследованиям Кондратьева в среде российских экономистов возобновился после работы С. Меньшикова и Л. Клименко «Длинные волны в экономике» 1989 года.
Среди учёных конца XX — начала XXI веков, применяющих кондратьевские циклы в своих исследованиях — Аскар Акаев, Лусинэ Бадалян, Сергей Глазьев, Виктор Дементьев, Виктор Криворотов, Дмитрий Львов.

## Концепция
Характерный период кондратьевских волн — 50 лет с возможным отклонением в 10 лет (от 40 до 60 лет), циклы состоят из чередующихся фаз относительно высоких и относительно низких темпов экономического роста. Кондратьев отметил четыре эмпирические закономерности в развитии больших циклов.
Первая — перед началом повышательной волны каждого большого цикла, а иногда в самом начале её наблюдаются значительные изменения в условиях хозяйственной жизни общества. Изменения выражаются в технических изобретениях и открытиях, в изменении условий денежного обращения, в усилении роли новых стран в мировой хозяйственной жизни. Указанные изменения в той или иной степени происходят постоянно, но, по утверждению Кондратьева, они протекают неравномерно и наиболее интенсивно выражены перед началом повышательных волн больших циклов и в их начале.
Вторая — периоды повышательных волн больших циклов, как правило, значительно богаче крупными социальными потрясениями и переворотами в жизни общества (революции, войны), чем периоды понижательных волн.
Третья — понижательные волны этих больших циклов сопровождаются длительной депрессией сельского хозяйства.
Четвёртая — большие циклы экономической конъюнктуры выявляются в том же едином процессе динамики экономического развития, в котором выявляются и средние циклы с их фазами подъёма, кризиса и депрессии.
Шумпетером установлена связь между длинными циклами Кондратьева и среднесрочными циклами Жюгляра. Существует мнение, что относительная правильность чередования повышательных и понижательных фаз кондратьевских волн (каждая фаза 20—30 лет) определяется характером группы близлежащих среднесрочных циклов. Во время повышательной фазы кондратьевской волны быстрое расширение экономики неизбежно приводит общество к необходимости изменения. Но возможности изменения общества отстают от требований экономики, поэтому развитие переходит в понижательную В-фазу, в течение которой кризисно-депрессивные явления и трудности заставляют перестраивать экономические и иные отношения.

## Датировки волн
Для периода после промышленной революции обычно выделяются следующие кондратьевские волны:
- 1-й цикл — с 1803 до 1841—1843 годов (отмечены моменты минимумов экономических показателей мировой экономики);
- 2-й цикл — с 1844—1851 до 1890—1896 годов;
- 3-й цикл — с 1891—1896 до 1945—1947 годов;
- 4-й цикл — с 1945—1947 до 1981—1983 годов;
- 5-й цикл — с 1981—1983 до ~2018 годов;
- 6-й цикл — с ~2018 до ~ 2060 (прогноз)[12].

Однако имеются различия в датировке «посткондратьевских» циклов, например, также приводятся следующие границы начала и конца «посткондратьевских» волн:

- 3-й цикл: 1890—1896 — 1939—1950;
- 4-й цикл: 1939—1950 — 1984—1991;
- 5-й цикл: 1984—1991 — 2040—2045;
- 6-й цикл: 2040—2045 —

## Соотношение с технологическими укладами
Многие исследователи связывают смену волн с технологическими укладами. Прорывные технологии открывают возможности для расширения производства и формируют новые секторы экономики, образующие новый технологический уклад. Кроме того, кондратьевские волны являются одной из важнейших форм реализации индустриальных принципов производства.
Сводная система кондратьевских волн и соответствующих им технологических укладов выглядит следующим образом:
- 1-й цикл — текстильные фабрики, промышленное использование каменного угля;
- 2-й цикл — угледобыча и чёрная металлургия, железнодорожное строительство, паровой двигатель;
- 3-й цикл — тяжёлое машиностроение, электроэнергетика, неорганическая химия, производство стали и электрических двигателей;
- 4-й цикл — производство автомобилей и других машин, химическая промышленность, нефтепереработка и двигатели внутреннего сгорания, массовое производство;
- 5-й цикл — развитие электроники, робототехники, вычислительной, лазерной и телекоммуникационной техники;
- 6-й цикл — возможно, NBIC-конвергенция (конвергенция нано-, био-, информационных и когнитивных технологий)[15].

Словацкий политолог Даниэль Шмихула (Daniel Šmihula) в работе «The waves of the technological innovations of the modern age and the present crisis as the end of the wave of the informational technological revolution» (2009) считает, что к началу XXI века циклы данного типа сократились по времени с 60 до 30 или даже 20 лет из-за постоянного ускорения развития технологий (см. Циклы Шмихулы).

## Критика
Алексей Марков, кандидат экономических наук:
«Волны Кондратьева. Их можно найти в любое время в любом месте, если поискать. Строгих правил их обнаружения не существует. Соответственно любой аналитик может назначить началом цикла любую дату».
Рубин Александр Юрьевич, экономист, старший преподаватель НИУ ВШЭ в Санкт-Петербурге:
«Теория Кондратьева (как и другие похожие теории) исходит из того, что есть постоянно действующая внутренняя причина циклов. Однако экономические циклы больше похожи на случайные, чем регулярные процессы. Поэтому их сложно прогнозировать. Циклы вызываются внешними по отношению к самой экономике событиями — шоками. Теория длинных волн Кондратьева — это устаревшая теория, которая никем в науке не используется. Современная экономика изучает не столько причины циклов, сколько механизмы распространения шоков».
Григорий Баженов, кандидат экономических наук:
«Нельзя говорить о наличии в мировой экономике регулярных длинных циклов, фазы которых связаны с одной-единственной причиной, которую можно легко обнаружить в данных».